# ピルリマイシン
塩酸ピルリマイシン（英：Pirlimycin hydrochloride）はリンコサミド系抗菌薬に属する。Pirsueという商品名で、ウシの乳房炎の治療に使用されている。

## 活性
ピルリマイシンはグラム陽性菌、特に黄色ブドウ球菌とコアグラーゼ陰性ブドウ球菌及びレンサ球菌に対して活性を示す。グラム陰性菌には作用しない。

## 作用機序
ピルリマイシンはリボソームの50Sサブユニットと結合することで細菌のタンパク質合成を阻害することにより静菌的に作用する。